# Kalle Stropp och Grodan Boll
Pour plus de détails, voir Fiche technique et Distribution.
Kalle Stropp och Grodan Boll räddar Hönan (littéralement Kalle Stropp et Grodan Boll sauvent Hönan) est un court métrage d'animation suédois réalisé par Jan Gissberg et sorti en 1987.
C'est un dessin animé dont l'intrigue adapté à l'écran l'univers créé par l'auteur pour la jeunesse Thomas Funck. Les personnages principaux de ces histoires sont des animaux, certains anthropomorphes. Thomas Funck écrit le scénario et double lui-même tous les personnages, comme il le faisait déjà dans les émissions de radio mettant en scène ses personnages.
Au Québec, le film a été doublé en français sous le titre Criquet et Grenouillot et a été diffusé le 26 décembre 1989 à Radio-Québec dans Ciné-Cadeau.

## Synopsis
Kalle Stropp est une sauterelle qui compte parmi ses amis Grodan Boll, la grenouille. Un jour, la poule, qui fait partie de leurs amies, est capturée par des voleurs de poule. Les deux amis partent alors à sa recherche pour la délivrer.

## Fiche technique
- Titre original : Kalle Stropp och Grodan Boll
- Titre alternatif (diffusion TV en Suède) : Kalle Stropp och Grodan Boll räddar Hönan
- Réalisation : Jan Gissberg
- Scénario : Thomas Funck
- Musique originale : Thomas Funck
- Production : Lisbet Gabrielsson
- Image : Lennart Bång, Kenneth Jacobsson
- Création des décors : Jan Gissberg
- Sociétés de production : Cinémation 
 Institut suédois du film 
 Sandrews 
 Sveriges Television
- Distribution : Cinémation 
 Institut suédois du film 
 Sandrews 
 Sveriges Television
- Pays de production :  Suède
- Langue : suédois
- Format : 1,37:1, couleur
- Son : mono
- Durée : 34 minutes
- Date de sortie : Suède : 12 décembre 1987

## Voix suédoises
- Thomas Funck : Charlie De Courroie/Grenouille Ballon/Tôle-Niklas/Perroquet/Renard roux/Pudding/Karlsson/Gallus gallus domesticus

### Voix québécoises
- Daniel Lesourd : Criquet
- Gilbert Lachance : Grenouillot
- Anne Caron : Papaguéno
- Marc Bellier : Robotin
- André Montmorency : Renard
- Claude Préfontaine : Pudding
- Luc Durand : Charles Carson

 Source et légende : version québécoise (VQ) sur Doublage.qc.ca

## Autre film consacré à Kalle Stropp et Grodan Boll
Un second dessin animé mettant en scène les personnages de Thomas Funck, réalisé par la même équipe mais cette fois au format long métrage, sort en 1991 : Froggy et Charlie au pays des pommes de pin.

## Édition en vidéo
En France, le film est édité en cassette vidéo sorti en 1994.